# Goju Kai
Goju-Kai Karate-do utövar stilen Goju Ryu, och är en internationell organisation med namnet International Karate-do Goju-kai Association, IKGA. Denna grundades av Gogen Yamaguchi (1909-1989), som var elev till Chojun Miyagi. Organisationen företrädes idag av Gogens son, Saiko Shihan Goshi Yamaguchi (1942-) 8:e dan och i Sverige av Hanshi Ingo de Jong 8:e dan, som även leder den europeiska delen av IKGA. .
 Senast år 2005 hölls Goju-Kai VM i Rotterdam, Nederländerna. Officiell webbplats

## Svenska Goju Kai
Organisationen har fem klubbar i Sverige, som är placerade i:

- Tensho Karateklubb i Helsingborg , leds av Shihan Ghulam R Mughal 6:e dan
- Goju-kai Eskilstuna i Eskilstuna, leds av Shihan Ingo de Jong 8:e dan

### Stockholm
- Gojukai Minami Karateklubb i Stureby, leds av Sensei Dan Langelotz 3:e dan.
- Goju Kai Seinan Karateklubb i Aspudden, Västertorp, Midsommarkransen, Gubbängen och Fridhemsplan, leds av Shihan Conny Helgesson Ferm 7:e dan.
- Goju-kai Karate-do Stockholm i Bromma, leds av Hanshi Ingo de Jong 8:e dan